# سنجاي عمار
سنجاي عمار (بالإنجليزية: Sanjay Amar)‏ هو مخرج هندي، ولد في 18 فبراير 1979 في Kathua district ‏ في الهند.